# Повіт Камі-Цуґа
Пові́т Ка́мі-Цу́ґа (яп. 上都賀郡, かみつがぐん, МФА: [kami t͡suga guɴ]) — повіт в префектурі Тотіґі, Японія.